# یوگنی یفتوشنکو
یِوگِنی آلکساندرویچ یفتوشنکو (روسی: Евгений Александрович Евтушенко؛ زاده ۱۸ ژوئیهٔ ۱۹۳۲ – درگذشته ۱ آوریل ۲۰۱۷)، شاعر، کارگردان و معلم اهل روسیه بود. وی یکی از مشهورترین شاعران اتحاد شوروی سابق به‌شمار می‌رفت. یفتوشنکو را نماینده نسل بعد از اختناق دوران استالین در دهه ۶۰ میلادی می‌دانند. یکی از اشعار معروف او در سال ۱۹۶۳ «میراث استالین» را مورد انتقاد قرار داد.

## زندگی‌نامه
یوگنی الکساندرویچ یفتوشنکو در تاریخ ۱۸ ژوئیه ۱۹۳۲ میلادی در شهر زیما واقع در منطقه سیبری روسیه زاده شد. اولین اشعارش را در ۱۶ سالگی سرود و در دوران حکومت نیکیتا خروشچف در جوانی به اوج شهرت رسید. اگر چه در ابتدا تحت تأثیر مایاکوفسکی بود اما به تدریج سبک و لحن خاص خود را پیدا کرد.وی دانش‌آموخته رشته ادبیات در انستیتو گورکی مسکو بود.

یکی از مشهورترین آثار وی، منظومه «بابی‌یار» (سال بلوا) بود که در سال ۱۹۶۱ به یاد قربانیان قتل‌عام حدود ۳۳ هزار یهودی در نزدیکی کیف پایتخت اوکراین به دست ارتش نازی سرود و برایش شهرت بین‌المللی به ارمغان آورد. سمفونی سیزدهم (اپوس ۱۱۳) دمیتری شوستاکوویچ، آهنگساز برجسته روس، بر پایه این منظومه تصنیف شده‌است. آغازین این منظومه با نهیبی لرزاننده است:
«روی درهٔ بابی‌یار هیچ سنگ قبری نیست. روی این دره سکوت چنبره زده‌است…»
و در پایان می‌نویسد:
«در برابر این سکوت کلاه از سر برمی‌دارم

احساس می‌کنم خاکستری می‌شوم از درد

و من خود، فریادی یگانه هستم

بی هیچ صدایی بر فراز این هزاران اجساد خفته در گور.»
یفتوشنکو در عرصه فیلمنامه‌نویسی و کارگردانی نیز فعالیت داشت. وی همچنین از سال ۱۹۸۸ تا ۱۹۹۱ نماینده پارلمان بود.
یکی از جملات معروف وی چنین است: «هنگامی که سکوت جایگزین حقیقت شود، آن سکوت یک دروغ است.»

## جوایز
یوگنی یفتوشنکو علاوه بر چندین جایزه ادبی که در کشورش به‌دست‌آورد، در سال ۱۹۹۹ به‌عنوان نخستین شاعر خارجی جایزه والت ویتمن آمریکا را نیز دریافت کرد. او بارها در دانشگاه‌های مختلف آمریکا به شعرخوانی پرداخت. یفتوشنکو در سال ۲۰۰۸ جایزه آنونزیو را در ایتالیا به‌دست‌آورد و در سال ۲۰۰۹ جایزه دولتی فدراسیون روسیه را کسب کرد.

## درگذشت
یوگنی یفتوشنکو، شامگاه اول آوریل ۲۰۱۷ در بیمارستانی در تالسا واقع در ایالت اکلاهما بر اثر سکته قلبی درگذشت. وی هنگام مرگ ۸۴ سال داشت.

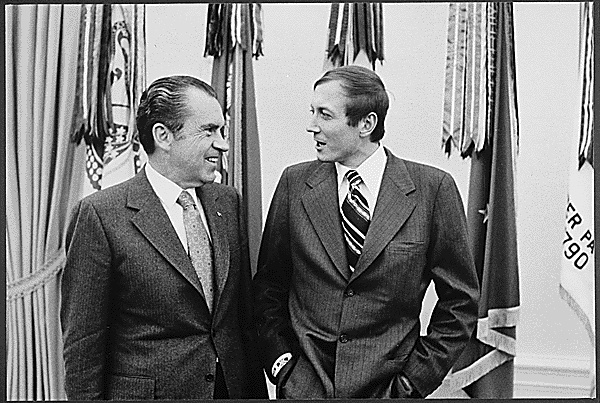
یفتوشنکو و ریچارد نیکسون

## آثار
آثار یفتوشنکو در ۷۲ زبان ترجمه شده‌است. برخی از آثار وی عبارتند از:
- نقطه اتصال زیما (۱۹۵۶)
- بابی یار (۱۹۶۱)
- زندگی‌نامه پیشرس (۱۹۶۳)
- زورق نامه بر
- زیر پوست مجسمه آزادی
- برف سوم
- پیوندهای ناپیدا منتفی